# جون ويزلي هنت
جون ويزلي هنت (بالإنجليزية: John Wesley Hunt)‏ هو تاجر أمريكي، ولد في 1773، وتوفي في 1849.